# Rewilding Europe
Rewilding Europe (« réensauvagement de l'Europe ») est une organisation à but non lucratif basée à Nimègue, aux Pays-Bas, qui travaille à recréer des espaces plus sauvages dans au moins dix régions différentes d'Europe. 
Auparavant nommé « Wild Europe Field Programme » (programme pour des terres sauvages en Europe), ce projet a été lancé en 2011 par quatre organisations : WWF-Pays-Bas, ARK Nature, Wild Wonders of Europe et Conservation Capital, à la suite de la Conférence sur la nature sauvage et les grands espaces naturels à Prague en 2009,,.
Le réensauvagement prôné par l’organisation passe par la création de couloirs et de passages fauniques, la restauration des régimes d'inondations, la suppression des barrages, la restauration des populations fauniques et des réseaux trophiques alimentaires. L'organisation vise à valoriser les terres abandonnées en Europe en les remettant dans un état sauvage maximal.

## Zones concernées
Rewilding Europe travaille dans huit zones de réensauvagement situées dans dix pays européens. L'organisation a choisi des sites pilotes dans les neuf espaces suivants, : 

### Grande Vallée de la Côa
Cette zone est située au Portugal dans la vallée de la Côa à la frontière avec l'Espagne. Rewilding Europe tente ici d'augmenter le nombre d'animaux semi-sauvages tels que les chevaux et le bétail. À cause de la déprise agricole, il y a une diminution significative du pâturage, ce qui a entraîné une succession écologique et une plus grande couverture végétale des paysages, favorisant la propagation des incendies. 
Rewilding Europe affirme que la présence de plus de bétail conduira à la formation de paysages en mosaïque plus diversifiés, ce qui pourrait améliorer les conditions des populations de chevreuils et d'espèces disparues de la région comme le bouquetin ibérique. 
L'organisation s'occupe également de promouvoir l'écotourisme et essaie de convaincre le gouvernement portugais de réserver davantage de terres pour créer un couloir biologique et ainsi augmenter le nombre de loups dans la région.

### Delta du Danube
Le delta du Danube, d'une superficie de 580 000 hectares, abrite de grandes populations d'oiseaux aquatiques de toutes sortes, notamment deux espèces de pélicans, des hérons, cigognes, cormorans et sternes. C'est une zone de rassemblement et un quartier d'hivernage pour un grand nombre d'oiseaux d'eau migrant depuis les steppes, les forêts boréales et/ou les toundras plus au nord. La région possède quelques uns des très rares paysages de forêts de mosaïques pâturées d'Europe, maintenus dans leur état naturel par les chevaux sauvages et le bétail sauvage encore présents. 
En collaboration avec des partenaires, l'équipe de Rewilding Danube Delta travaille à améliorer de manière significative l'intégrité écologique et le fonctionnement naturel de 40 000 hectares de zones humides et de deltas terrestres, par les principes du réensauvagement à l'échelle du paysage. Des processus naturels revitalisés et autonomes, en particulier les inondations et le pâturage naturel, régiront la formation du paysage, entraînant d'autres processus naturels, le retour de la faune, une plus grande biodiversité et le développement d'une économie fondée sur la nature,. 
La zone de réensauvagement du delta du Danube fait partie du programme d'élevage Tauros, géré par la Fondation Taurus et Rewilding Europe. L'objectif de ce programme est de ramener une version fonctionnelle et sauvage des aurochs — appelés Tauros — en établissant des populations sauvages viables de cet animal dans plusieurs biotopes européens. En raison de translocations en 2016 et en 2017, le nombre de Tauros paissant près de Sfântu Gheorghe est désormais de 18 animaux. Rewilding Europe soutient ici le développement d'entreprises basées sur la nature,. 

### Carpates du Sud

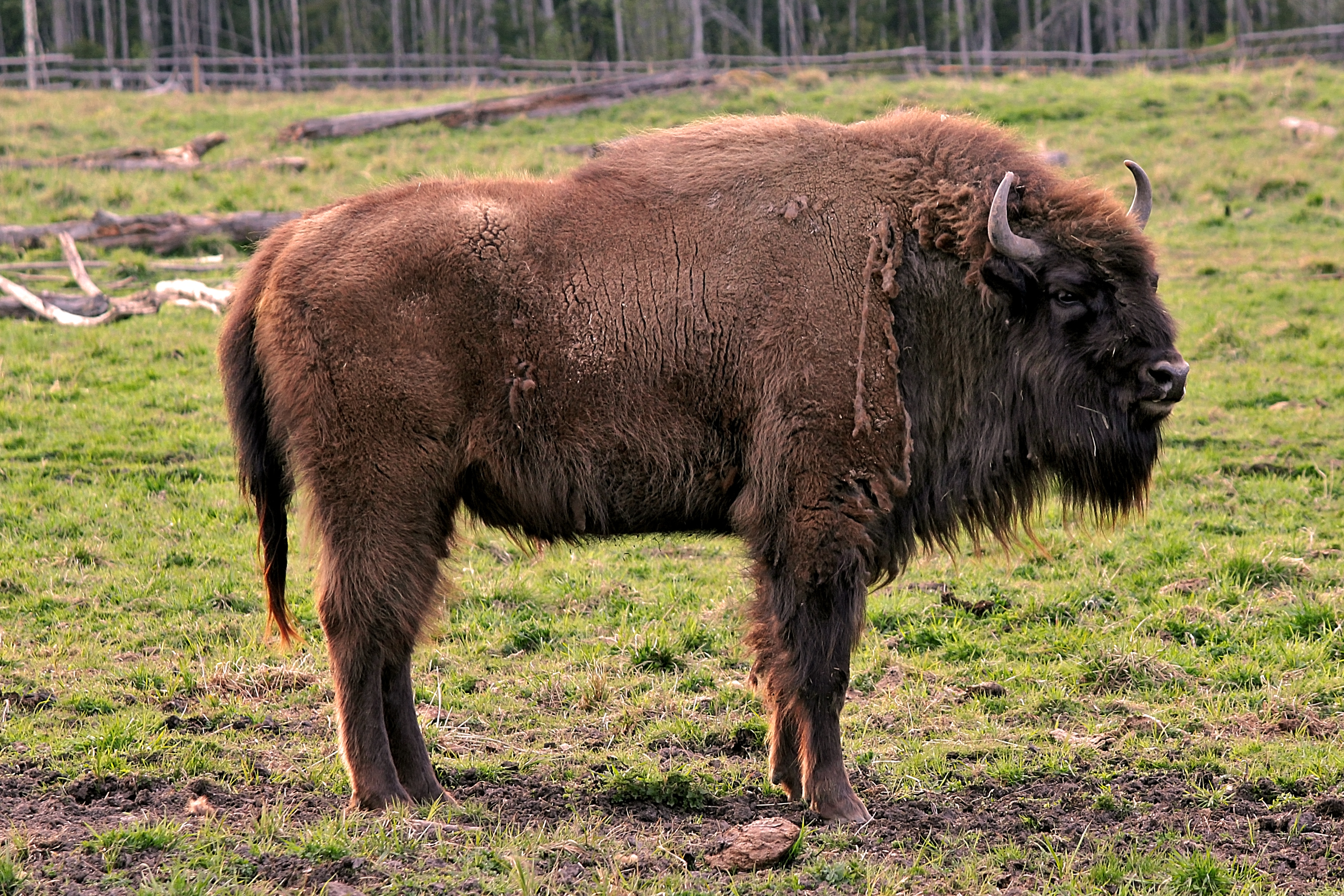
Bison d'Europe

La région compte plus d'un million d'hectares d'aires protégées déjà en place, une faune riche, de grandes forêts intactes, une grande biodiversité, des paysages sauvages relativement intacts, des rivières sauvages et de grandes zones de végétation en mosaïque largement façonnées par l'agriculture traditionnelle et le pâturage. 
Depuis 2013, Rewilding Europe et WWF Roumanie travaillent ensemble dans la zone des Carpates du Sud à réintroduire le bison d'Europe. L'objectif principal est de créer une population viable sur le plan démographique et génétique dans les Carpates du Sud, comprenant des sous-populations itinérantes dans les montagnes de Tarçu et les montagnes voisines de Poiana Ruscă. 
Jusqu'à présent, les lâchers de bisons ont eu lieu en 2014 et 2015. En juin 2016, un troisième lâcher a eu lieu dans le cadre du projet LIFE Bison financé par la Commission européenne, avec un quatrième lâcher de neuf animaux en avril 2017. Rewilding Europe et WWF Romania travaillent ensemble pour créer l'une des plus grandes zones sauvages contiguës d'Europe. 

### Montagnes Velebit
Situé sur une chaîne de montagnes sur la côte adriatique en Croatie, la zone de réensauvagement du Velebit est l'une des zones les plus sauvages de toute la Méditerranée. La région abrite deux parcs nationaux, une réserve de biosphère, plusieurs sentiers de randonnée, des forêts anciennes, des canyons profonds, d'anciennes terres ouvertes, et une faune diversifiée comprenant des chamois des Balkans, cerfs rouges, ours bruns, loups et lynx . 
De nombreux habitants locaux ont quitté la région pour se rendre vers les côtes. En conséquence, de nombreux espaces de cette région sont désormais synonymes de déprise agricole. Face à cela, Rewilding Europe a entraîné la création de la réserve naturelle de Velebit de 17 000 hectares, située entre deux grands parcs nationaux. Ici, le réensauvagement offre une nouvelle approche de la gestion de la faune et soutient le développement d'une économie locale basée sur la nature, en créant un corridor faunique et écologique dans les montagnes du Velebit. 
Des affûts d'observation de la faune sont construits et d'autres seront construits à l'avenir pour créer des opportunités d'emploi au profit de la communauté locale. En collaboration avec la Faculté de foresterie de l'Université de Zagreb, l'équipe de Rewilding Velebit travaille pour que la forêt de hêtres de Ramino Korito, située dans la partie sud des monts Velebit, soit désignée comme une réserve forestière, pour souligner la rareté et la valeur biologique du site. Sur les plaines de Lika, prairie située dans les contreforts des monts Velebit, Rewilding Europe réintroduit de grands herbivores sauvages et semi-sauvages (konik, Tauros). Depuis ses débuts en 2015, le projet a doublé de taille et s'étend désormais sur 1000 hectares. 
Le 10 décembre 2014, un randonneur a été tué par un taureau Sayaguesa,.

### Apennins centraux

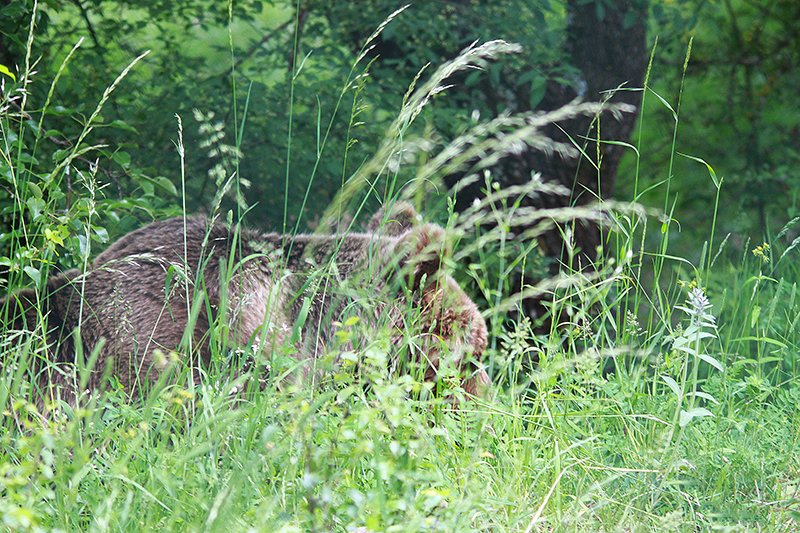
Ours marsicain. Rewilding Europe travaille à maintenir les populations très menacées de cette sous-espèce de l'Ours brun.

Ces montagnes sont caractérisées par une riche diversité d'écosystèmes et donc aussi d'espèces sauvages. L’organisation créée de grands « couloirs de coexistence » en reliant l'économie locale à une nature plus sauvage dans quatre couloirs couvrant collectivement plus de 40 000 hectares. 
La zone de réensauvagement comprend les parcs nationaux des Abruzzes et de la Majella et le parc régional Sirente Velino. L'objectif du projet dans les 10 prochaines années est de réduire la mortalité des ours marsicains et les conflits en installant des mesures de prévention des accidents de la circulation, en supprimant les anciennes clôtures, en restaurant et en améliorant la signalisation et en distribuant de nouvelles clôtures électriques mobiles. Rewilding Europe et ses partenaires travaillent à soutenir les entreprises basées sur la nature dans et autour des zones de corridor écologique, et à sensibiliser les communautés locales et les personnes visitant la zone sur la vie sauvage et la conservation de la nature,. 

### Montagnes des Rhodopes
Les Rhodopes sont la seule zone de reproduction du vautour fauve en Bulgarie et également le site de reproduction le plus important pour le vautour égyptien (menacé à l'échelle mondiale) dans la péninsule des Balkans. La restauration des chaînes alimentaires dans les Rhodopes, projet phare de Rewilding Europe, est soutenu par la Commission européenne à travers le projet LIFE « Conservation des vautours noirs et griffons dans les montagnes transfrontalières des Rhodopes ». Le principal objectif est de soutenir les populations de vautours et autres espèces charognardes en augmentant la disponibilité des carcasses d'herbivores sauvages, bouclant ainsi le cercle de la vie. 
En collaboration avec des partenaires locaux, Rewilding Europe augmente le nombre d'ongulés locaux par le biais de plusieurs lâchers annuels de cerfs et de daims. Le comportement des animaux réintroduits est surveillé grâce à des colliers GPS. La présence de ces grands herbivores stimule la biodiversité en créant des paysages en mosaïque. Les processus naturels régissent le site, tels que la régénération naturelle des forêts, les rivières à écoulement libre, la présence de grands herbivores et de leurs prédateurs qui ont une importante influence sur l'écosystème. Rewilding Europe et Rewilding Rhodope tentent de restaurer l'habitat des steppes pour augmenter la population de spermophiles, rongeurs en voie de disparition. 

### Delta de l'Oder

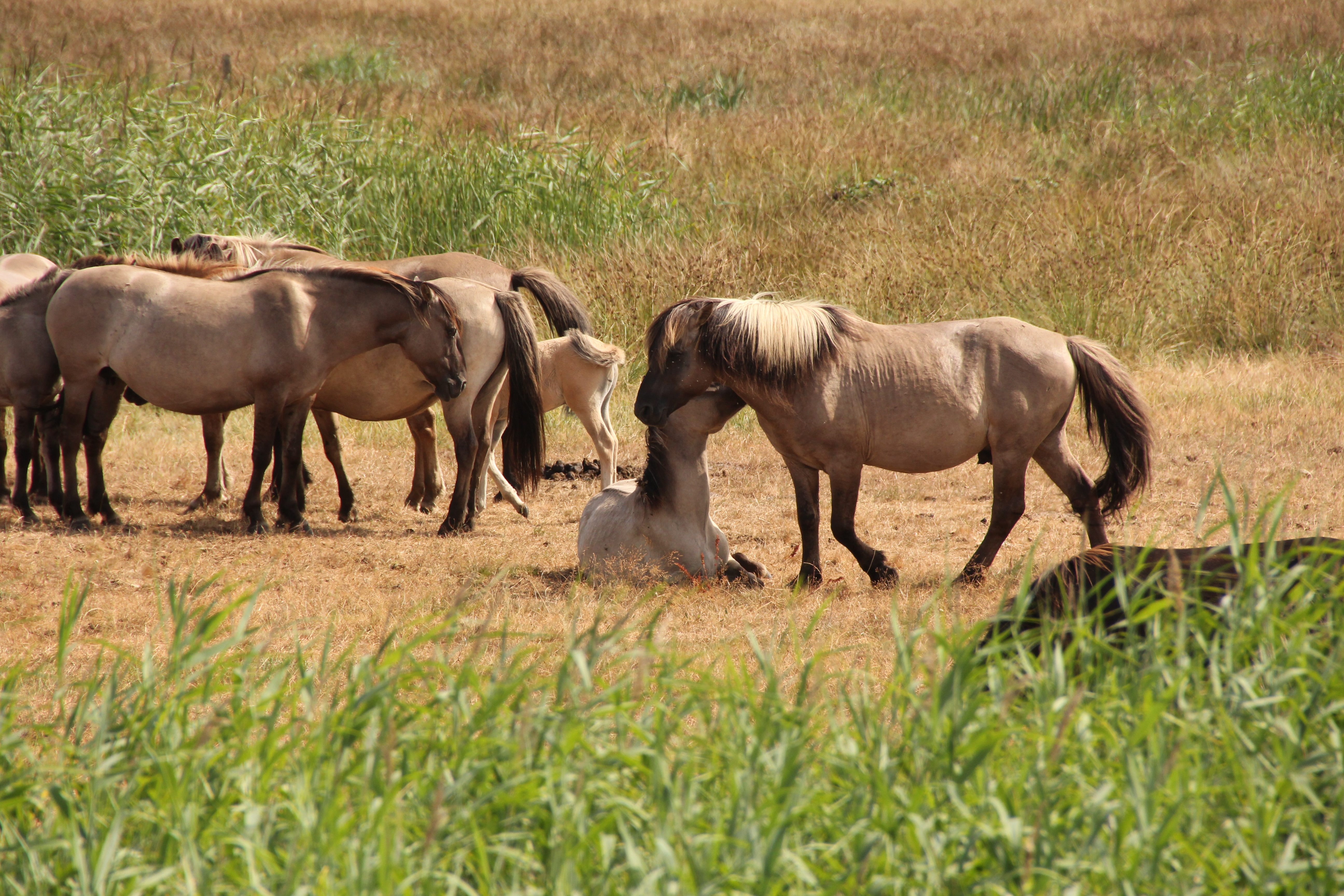
Des chevaux sauvages sont relâchés dans chaque site pilote de l'organisation. Ici, des Konik polski.

La région est une riche mosaïque de grands écosystèmes continentaux, marins et d'eau douce. Elle s'étend sur plus de 250 000 hectares, dont près de 70 000 hectares d'eaux libres en lagune. Rewilding Europe et ses partenaires locaux mènent plusieurs projets commerciaux pilotes, basés sur l'exploration d'opportunités économiques basées sur la nature. Des emplois sont créés, grâce au développement d'un réseau de guides locaux en milieu sauvage et de circuits d'observation de la faune. Des bâtiments d'hébergement sont également mis en place. 
L'objectif final est de développer un modèle alternatif, durable et compétitif de gestion des terres et de la mer pour les propriétaires fonciers locaux, les entrepreneurs et les résidents. L'équipe travaille avec des partenaires pour stimuler la biodiversité du delta en restaurant les habitats. Ainsi, elle tente actuellement de restaurer les populations de poissons en permettent leur migration dans la lagune de Stettin et les rivières associées, par l’assèchement des berges des rivières, la restauration de l'hydrodynamique naturelle et la suppression des obstacles. 

### Laponie
Travaillant actuellement en collaboration avec des associations de pêcheurs de la Råne et du Piteå, Rewilding Laponie cherche à stimuler la migration des poissons, grâce à la restauration des frayères et l'élimination des obstacles artificiels. Des compteurs de poissons à base de sonars sont utilisés dans les deux rivières pour mesurer les résultats. L'organisation soutient les entreprises impliquées dans la pêche et l'observation des loutres dans le bas Råne. 
Rewilding Laponie agit également en faveur de la migration guidée des rennes et soutient les communautés samis dans leur lutte pour les droits de pâturage traditionnels. L'organisation locale collabore avec les communautés sami pour développer des entreprises d'observation de la faune, développer une économie locale basée sur la nature et réduire les conflits homme-faune.

### Affric highlands

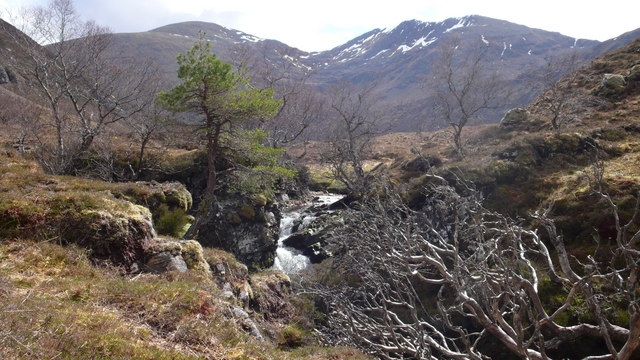
Paysages des Highlands.

Cette zone se situe dans le centre des Highlands en Écosse. Elle se compose de collines, d'anciennes forêts de Pins sylvestres, de tourbières, de broussailles, de prairies subalpines et de zones humides. Le but est de restaurer ces milieux, d'en augmenter la surface, et de laisser les rivières en libre évolution. Cette zone est ajoutée en 2021. Les acteurs de cette aire de réensauvagement comprennent notamment les associations Trees for Life et The Scottish Rewilding Alliance.

## Outils
Rewilding Europe utilise un certain nombre d'outils pour assister ses activités. 

### Réseau Européen de Réensauvagement
L'European Rewilding Network (ERN) (réseau européen de ré-ensauvagement) est un réseau en ligne mis en place pour relier les zones du continent où des efforts de réensauvagement sont en cours, y compris les principaux sites de Rewilding Europe ainsi que de nombreux autres site gérés de façon indépendante (certains gérés en France par l'ASPAS). Promouvoir le partage des connaissances et des expériences entre les nombreux projets et lieux est un objectif principal du réseau. 
L'ERN organise des séminaires en ligne organisés trimestriellement sur divers sujets de réensauvagement. Le Forum ERN est ouvert et gratuit pour tous les membres ; cette plate-forme en ligne est utilisée pour publier des questions et des informations, interagir à tout moment et consulter les webinaires précédents sur un large éventail de sujets liés au réensauvagement. 
Les membres de l'ERN sont éligibles pour un accès direct à la Banque européenne de la faune, outil conçu pour faciliter la réintroduction des grands herbivores dans les zones de réensauvagement en Europe,. 

### Rewilding Europe Capital
Rewilding Europe Capital (REC) fournit des prêts financiers aux nouvelles entreprises de rewilding qui obtiennent des résultats environnementaux et socio-économiques positifs.
La Banque européenne d'investissement a octroyé à Rewilding Europe Capital un contrat de financement de 6 millions d'euros. Il s'agit du premier projet de la Bank on Nature Initiative, mise en place par la Commission européenne. La cérémonie de signature a eu lieu dans le bâtiment Berlaymont, siège de la Commission européenne à Bruxelles. 
REC fait partie de l'organisation Rewilding Europe, qui construit une analyse de rentabilité sur la nature sauvage en Europe. REC a été créé pour stimuler l'économie d'entreprises cherchant à atténuer les impacts socio-économiques négatifs causés par la déprise agricole, par les principes notamment du réensauvagement. REC accorde des prêts à ces entreprises, qui génèrent des retombées économiques dans les secteurs liés à la nature et à la faune sauvage et qui œuvrent également à la conservation des paysages naturels, des cultures rurales et du patrimoine lié. En 2018, Rewilding Europe a prêté au total à 18 entreprises la somme de 520 000 euros. 

### Compagnie Européenne de Safaris
Lancée fin 2016, la Compagnie Européenne de Safaris (European Safari Company) est une plateforme de réservation en ligne dédiée à offrir des expériences de voyages de découverte de la nature et de la faune. Elle veut fournir à ses clients un accès de qualité à la nature et à la faune sauvage, aux cultures locales et aux paysages spectaculaires. La compagnie soutient les initiatives de réensauvagement et les économies basées sur la nature. 

### Banque Européenne de la Faune
La Banque européenne de faune (ISF), est un outil utilisé par Rewilding Europe pour aider à ramener un nombre plus naturel d'herbivores indigènes dans les zones de réensauvagement. Ces grands brouteurs et voyageurs jouent un rôle clé pour le fonctionnement naturel des écosystèmes européens. Les tauros, les chevaux sauvages (konik principalement) et le bison d'Europe sont des exemples de ces espèces impliquées dans la Banque européenne de faune. Celle-ci a développé une base de données comprenant des informations sur les naissances et les décès des bêtes, dans toutes les régions concernées en Europe, les dates de début et de fin des contrats, la disponibilité annuelle d'animaux et la demande d'animaux provenant de nouvelles zones de réensauvagement. En 2018, la baque possède plus de 700 animaux et Rewilding Europe a signé seize contrats avec des organisations partenaires dans neuf pays,. 

### Actions politiques
Intitulée « Making Space for Rewilding : Création d'un environnement politique favorable », une note d'orientation a été rédigée par le Dr Paul Jepson, directeur de cours à l'Université d'Oxford, et Frans Schepers, directeur général de Rewilding Europe, dans le but de rendre le réensauvagement largement acceptable et reconnaissable en tant que méthode de conservation naturelle innovante. Le mémoire communique que le ré-ensauvagement en tant que tel représente un mouvement croissant en Europe et a atteint une présence scientifique et médiatique notable. Les entretiens ont été menés avec dix experts du domaine de la nature et de la législation de l'UE, afin d'explorer les possibilités de créer un environnement politique qui soutiendrait une expression plus complète des visions et des principes du réensauvagement. 
Avec l'aide de cette note, Rewilding Europe travaille à obtenir du soutien au rewilding dans ses politiques de conservation de la nature et de gestion des terres. Quatre objectifs principaux à mettre en œuvre dans la politique de l'UE sont les suivants : 1) reconnaître le réensauvagement comme une nouvelle approche de conservation, issue de la science interdisciplinaire de la conservation, interagissant avec les courants de la culture et de la société, 2) positionner le rewilding comme une approche complémentaire, avec le potentiel d'étendre la portée et l'impact de la politique de l'UE en matière de nature de manière rentable, en soutenant une meilleure mise en œuvre des directives sur la nature et 3) soutenir et investir dans des initiatives et des études de réensauvagement, et engager un dialogue avec le mouvement de rewilding, en préparation de la biodiversité à l'horizon stratégie 2030. 
En mars 2017, une coalition de cinq organisations a lancé une nouvelle initiative pour promouvoir et renforcer le programme de restauration écologique de l'UE. En signant un protocole d'accord, Rewilding Europe, BirdLife Europe and Central Asia, le WWF European Policy Office, le Bureau européen de l'environnement et l'Institut allemand de recherche intégrative sur la biodiversité (iDiv) ont lancé cette initiative de 3 ans, financée par le WWF Pays-Bas. L'objectif global du projet est de renforcer le programme de restauration écologique de l'UE et de veiller à ce que des actions spécifiques soient prises pour créer un réseau écologique cohérent en Europe, en promouvant et en utilisant les principes de réensauvagement. 

## Publications
Depuis sa création, Rewilding Europe publie une revue annuelle sur ses activités, ses réalisations dans les zones de réensauvagement, ses objectifs spécifiques sur dix ans ainsi que des informations sur le réensauvagement, les économies basées sur la nature, le tourisme axé sur la nature, la nature sauvage, etc. 
Toutes les publications sont en anglais. Rewilding Europe tient également à jour un blog et des pages d'actualités. 

## Collaboration avec des universités
Rewilding Europe collabore avec de nombreuses universités européennes, car « le rewilding est une approche de conservation à long terme, tournée vers l'avenir, et qui nécessite une sensibilisation des jeunes générations ». Rewilding Europe a de bonnes relations avec les universités d'Oxford, Cambridge, Leipzig, Madrid, Amsterdam, Zagreb et Varsovie. 